# Sport-Gemeinschaft Union Solingen 97 1981-1982
Questa voce raccoglie le informazioni riguardanti la Sport-Gemeinschaft Union Solingen 97 nelle competizioni ufficiali della stagione 1981-1982.

## Stagione
Nella stagione 1981-1982 l'Union Solingen, allenato da Gerhard Prokop e Erhard Ahmann, concluse il campionato di 2. Bundesliga al 16º posto. In Coppa di Germania l'Union Solingen fu eliminato al primo turno dal Karlsruhe.

## Rosa
| N. |                     | Ruolo | Calciatore             |
| -- | ------------------- | ----- | ---------------------- |
|    | Germania (bandiera) | P     | Jörg Albracht          |
|    | Germania (bandiera) | P     | Helmut Pabst           |
|    | Germania (bandiera) | D     | Klaus-Dieter Dieckmann |
|    | Germania (bandiera) | D     | Jürgen Elm             |
|    | Germania (bandiera) | D     | Willi Göddertz         |
|    | Germania (bandiera) | D     | Sieghard Heise         |
|    | Serbia (bandiera)   | D     | Miladin Lazic          |
|    | Germania (bandiera) | D     | Hans-Werner Melis      |
|    | Germania (bandiera) | D     | Gerd Zimmermann        |
|    | Grecia (bandiera)   | C     | Dimitrios Daras        |
|    | Germania (bandiera) | C     | Günter Diekmann        |
|    | Germania (bandiera) | C     | Bernd Elfering         |

| N. |                     | Ruolo | Calciatore       |
| -- | ------------------- | ----- | ---------------- |
|    | Germania (bandiera) | C     | Wolfgang Krüger  |
|    | Germania (bandiera) | C     | Udo Lasch        |
|    | Germania (bandiera) | C     | Josef Machulla   |
|    | Germania (bandiera) | C     | Wilfried Seegler |
|    | Germania (bandiera) | C     | Peter Surray     |
|    | Germania (bandiera) | A     | Joachim Dzieciol |
|    | Serbia (bandiera)   | A     | Boško Đorđević   |
|    | Germania (bandiera) | A     | Werner Lenz      |
|    | Germania (bandiera) | A     | Wolfgang Schäfer |
|    | Germania (bandiera) | A     | Harry Witt       |
|    | Germania (bandiera) | A     | Klaus Wolf       |

## Organigramma societario
Area tecnica
- Allenatore: Erhard Ahmann
- Allenatore in seconda:
- Preparatore dei portieri:
- Preparatori atletici:

## Calciomercato

### Sessione estiva
| Acquisti | Acquisti          | Acquisti              | Acquisti |
| R.       | Nome              | da                    | Modalità |
| -------- | ----------------- | --------------------- | -------- |
| C        | Dimitrios Daras   | Holstein Kiel         |          |
| A        | Boško Đorđević    | Rad Belgrado          |          |
| D        | Hans-Werner Melis | Erkenschwick          |          |
| A        | Wolfgang Schäfer  | Rot-Weiss Francoforte |          |
| A        | Harry Witt        | Viktoria Colonia      |          |
| D        | Gerd Zimmermann   | Calgary Boomers       |          |

| Cessioni | Cessioni         | Cessioni          | Cessioni |
| R.       | Nome             | a                 | Modalità |
| -------- | ---------------- | ----------------- | -------- |
| D        | Dirk Hupe        | Arminia Bielefeld |          |
| A        | Frank Kremer     | Wuppertal         |          |
| A        | Bernd Krumbein   | Arminia Bielefeld |          |
| C        | Reinhold Metzger | Rot-Weiss Essen   |          |

### Sessione invernale
| Acquisti | Acquisti   | Acquisti      | Acquisti |
| R.       | Nome       | da            | Modalità |
| -------- | ---------- | ------------- | -------- |
| C        | Udo Lasch  | VfR Bürstadt  |          |
| A        | Klaus Wolf | RW Oberhausen |          |

| Cessioni | Cessioni | Cessioni | Cessioni |
| R.       | Nome     | a        | Modalità |
| -------- | -------- | -------- | -------- |

## Risultati

### 2. Bundesliga

#### Girone di andata
| Arbitro: | Kasperowski |

|          |           |              |
| Witt 11’ | Marcatori | 68’ Willkomm |

| Arbitro: | Walz |

|                                                        |           |                          |
| Krause 47’, 58’ Kutzop 52’ (rig.), 77’ (rig.) Bein 71’ | Marcatori | 36’ Diekmann 45’ Schäfer |

| Arbitro: | Retzmann |

|          |           |                 |
| Lenz 54’ | Marcatori | 20’, 74’ Völler |

| Osnabrück 15 agosto 1981, ore 15:00 CEST 4ª giornata | Osnabrück  | 0 – 0 referto | Union Solingen | Stadion an der Bremer Brücke (15 000 spett.)\| Arbitro: \| Zimmermann \| |
| Arbitro:                                             | Zimmermann |               |                |                                                                          |

| Arbitro: | Horeis |

|            |           |          |
| Kügler 64’ | Marcatori | 71’ Lenz |

| Arbitro: | Möller |

|                                                         |           |                         |
| Daras 19’ Witt 55’, 84’ Seegler 79’ (rig.) Đorđević 86’ | Marcatori | 47’ Lay 89’ (rig.) Linz |

| Arbitro: | Werner |

|                                    |           |               |
| Sinnigen 62’ Dörmann 73’ Runge 80’ | Marcatori | 12’, 90’ Lenz |

| Arbitro: | Horstmann |

|          |           |            |
| Witt 54’ | Marcatori | 34’ Walter |

| Arbitro: | Brückner |

|                                                      |           |  |
| Besl 69’ Tönnies 77’ (rig.) Schmitz 79’ Sommerer 82’ | Marcatori |  |

| Arbitro: | Föckler |

|                  |           |                                         |
| Lenz 3’ Witt 35’ | Marcatori | 56’, 81’ Schatzschneider 76’ (aut.) Elm |

| Arbitro: | Michel |

|                                                  |           |                             |
| Schopen 49’ Nathmann 63’ Kammer 74’ Oehrlein 88’ | Marcatori | 9’, 80’ Seegler 46’ Schäfer |

| Arbitro: | Osmers |

|                    |           |  |
| Seegler 25’ (rig.) | Marcatori |  |

| Arbitro: | Sahner |

|                                        |           |  |
| Remark 11’ Killmaier 33’, 75’ Mohr 41’ | Marcatori |  |

| Arbitro: | Dellwing |

|                              |           |                             |
| Melis 19’ Lenz 24’, 70’, 82’ | Marcatori | 63’ Mödrath 85’ Vittinghoff |

| Friburgo in Brisgovia 7 novembre 1981, ore 15:00 CET 15ª giornata | Friburgo | 0 – 0 referto | Union Solingen | Dreisamstadion (2 500 spett.)\| Arbitro: \| Wiesel \| |
| Arbitro:                                                          | Wiesel   |               |                |                                                       |

| Arbitro: | Meijerink |

|                                      |           |                          |
| Lenz 2’ Heise 20’ Seegler 40’ (rig.) | Marcatori | 28’ Hampl 45’ Frohnapfel |

| Arbitro: | Theobald |

|                 |           |  |
| Grillemeier 86’ | Marcatori |  |

| Arbitro: | Föckler |

|                                     |           |                                               |
| Wolf 10’ Diekmann 60’, 86’ Lenz 87’ | Marcatori | 27’ Buchwald 56’ Susser 62’ Merkle 65’ Täuber |

| Krefeld 19 dicembre 1981, ore 15:00 CET 19ª giornata | Bayer Uerdingen | 0 – 0 referto | Union Solingen | Grotenburg Stadion (3 000 spett.)\| Arbitro: \| Brehm \| |
| Arbitro:                                             | Brehm           |               |                |                                                          |

#### Girone di ritorno
| Bochum 16 gennaio 1982, ore 15:00 CET 20ª giornata | Wattenscheid 09 | 0 – 0 referto | Union Solingen | Lohrheidestadion (1 500 spett.)\| Arbitro: \| Eli \| |
| Arbitro:                                           | Eli             |               |                |                                                      |

| Arbitro: | Reichmann |

|               |           |               |
| Wolf 43’, 64’ | Marcatori | 53’, 83’ Bein |

| Arbitro: | Zimmermann |

|          |           |          |
| Waas 56’ | Marcatori | 28’ Lenz |

| Arbitro: | Glaw |

|  |           |            |
|  | Marcatori | 65’ Lorenz |

| Arbitro: | Theobald |

|             |           |  |
| Schäfer 82’ | Marcatori |  |

| Arbitro: | Jupe |

|  |           |               |
|  | Marcatori | 23’, 90’ Lenz |

| Arbitro: | Schraivogel |

|  |           |             |
|  | Marcatori | 30’ Dörmann |

| Arbitro: | Linn |

|                       |           |          |
| Bührer 12’ Walter 45’ | Marcatori | 78’ Lenz |

| Arbitro: | Huster |

|          |           |  |
| Wolf 46’ | Marcatori |  |

| Arbitro: | Kasperowski |

|                                           |           |          |
| Scholz 14’ Schatzschneider 72’ Gorski 75’ | Marcatori | 82’ Lenz |

| Arbitro: | Retzmann |

|                                                   |           |              |
| Lazic 23’ Lubanski 30’ (aut.) Schäfer 54’ Elm 90’ | Marcatori | 74’ Nathmann |

| Arbitro: | Waltert |

|                               |           |              |
| Schneider 54’ Leiendecker 59’ | Marcatori | 48’ Diekmann |

| Arbitro: | Dellwing |

|         |           |  |
| Elm 83’ | Marcatori |  |

| Arbitro: | Ulm |

|                            |           |                     |
| Hoffmann 21’ Scheinert 53’ | Marcatori | 45’ Wolf 78’ Krüger |

| Arbitro: | Barnick |

|         |           |  |
| Lenz 8’ | Marcatori |  |

| Arbitro: | Wiesel |

|                                           |           |  |
| Kempa 43’ Eplinius 62’ Pallaks 70’ (rig.) | Marcatori |  |

| Arbitro: | Malbranc |

|          |           |                  |
| Lenz 50’ | Marcatori | 35’, 77’ Richter |

| Arbitro: | Brehm |

|                                         |           |            |
| Steinkirchner 31’ Dreher 71’ Susser 81’ | Marcatori | 61’ Krüger |

| Arbitro: | Uhlig |

|          |           |  |
| Lenz 29’ | Marcatori |  |

### Coppa di Germania
| Arbitro: | Theobald |

|                                 |           |  |
| Groß 6’ Hartung 54’ Schüler 67’ | Marcatori |  |

## Statistiche

### Statistiche di squadra
| Competizione      | Punti | In casa | In casa | In casa | In casa | In casa | In casa | In trasferta | In trasferta | In trasferta | In trasferta | In trasferta | In trasferta | Totale | Totale | Totale | Totale | Totale | Totale | DR  |
| Competizione      | Punti | G       | V       | N       | P       | Gf      | Gs      | G            | V            | N            | P            | Gf           | Gs           | G      | V      | N      | P      | Gf     | Gs     | DR  |
| ----------------- | ----- | ------- | ------- | ------- | ------- | ------- | ------- | ------------ | ------------ | ------------ | ------------ | ------------ | ------------ | ------ | ------ | ------ | ------ | ------ | ------ | --- |
| 2. Bundesliga     | 33    | 19      | 10      | 4       | 5       | 34      | 24      | 19           | 1            | 7            | 11           | 17           | 38           | 38     | 11     | 11     | 16     | 51     | 62     | -11 |
| Coppa di Germania | -     | 0       | 0       | 0       | 0       | 0       | 0       | 1            | 0            | 0            | 1            | 0            | 3            | 1      | 0      | 0      | 1      | 0      | 3      | -3  |
| Totale            | 33    | 19      | 10      | 4       | 5       | 34      | 24      | 20           | 1            | 7            | 12           | 17           | 41           | 39     | 11     | 11     | 17     | 51     | 65     | -14 |

### Andamento in campionato
| Giornata  | 1 | 2  | 3  | 4  | 5  | 6  | 7  | 8  | 9  | 10 | 11 | 12 | 13 | 14 | 15 | 16 | 17 | 18 | 19 | 20 | 21 | 22 | 23 | 24 | 25 | 26 | 27 | 28 | 29 | 30 | 31 | 32 | 33 | 34 | 35 | 36 | 37 | 38 |
| --------- | - | -- | -- | -- | -- | -- | -- | -- | -- | -- | -- | -- | -- | -- | -- | -- | -- | -- | -- | -- | -- | -- | -- | -- | -- | -- | -- | -- | -- | -- | -- | -- | -- | -- | -- | -- | -- | -- |
| Luogo     | C | T  | C  | T  | T  | C  | T  | C  | T  | C  | T  | C  | T  | C  | T  | C  | T  | C  | T  | T  | C  | T  | C  | C  | T  | C  | T  | C  | T  | C  | T  | C  | T  | C  | T  | C  | T  | C  |
| Risultato | N | P  | P  | N  | N  | V  | P  | N  | P  | P  | P  | V  | P  | V  | N  | V  | P  | N  | N  | N  | N  | N  | P  | V  | V  | P  | P  | V  | P  | V  | P  | V  | N  | V  | P  | P  | P  | V  |
| Posizione | 7 | 18 | 20 | 19 | 18 | 15 | 17 | 16 | 19 | 19 | 19 | 18 | 18 | 17 | 17 | 15 | 17 | 16 | 17 | 18 | 16 | 16 | 16 | 16 | 14 | 16 | 16 | 14 | 16 | 15 | 16 | 15 | 15 | 13 | 15 | 16 | 16 | 16 |

Legenda:

Luogo: C = Casa; T = Trasferta. Risultato: V = Vittoria; N = Pareggio; P = Sconfitta.

### Statistiche dei giocatori
| Giocatore     | 2. Bundesliga | 2. Bundesliga | 2. Bundesliga | 2. Bundesliga | Coppa di Germania | Coppa di Germania | Coppa di Germania | Coppa di Germania | Totale   | Totale | Totale      | Totale     |
| Giocatore     | Presenze      | Reti          | Ammonizioni   | Espulsioni    | Presenze          | Reti              | Ammonizioni       | Espulsioni        | Presenze | Reti   | Ammonizioni | Espulsioni |
| ------------- | ------------- | ------------- | ------------- | ------------- | ----------------- | ----------------- | ----------------- | ----------------- | -------- | ------ | ----------- | ---------- |
| J. Albracht   | 6             | 0             | 0             | 0             | 0                 | 0                 | 0                 | 0                 | 6        | 0      | 0           | 0          |
| D. Daras      | 19            | 1             | 2             | 0             | 1                 | 0                 | 0                 | 0                 | 20       | 1      | 2           | 0          |
| K. Dieckmann  | 5             | 0             | 1             | 0             | 1                 | 0                 | 1                 | 0                 | 6        | 0      | 2           | 0          |
| G. Diekmann   | 36            | 4             | 2             | 0             | 1                 | 0                 | 0                 | 0                 | 37       | 4      | 2           | 0          |
| J. Dzieciol   | 10            | 0             | 2             | 0             | 1                 | 0                 | 1                 | 0                 | 11       | 0      | 3           | 0          |
| B. Elfering   | 13            | 0             | 0             | 0             | 1                 | 0                 | 0                 | 0                 | 14       | 0      | 0           | 0          |
| J. Elm        | 32            | 2             | 3             | 0             | 0                 | 0                 | 0                 | 0                 | 32       | 2      | 3           | 0          |
| W. Göddertz   | 30            | 0             | 3             | 0             | 0                 | 0                 | 0                 | 0                 | 30       | 0      | 3           | 0          |
| S. Heise      | 34            | 1             | 7             | 0             | 1                 | 0                 | 0                 | 0                 | 35       | 1      | 7           | 0          |
| W. Krüger     | 35            | 2             | 6             | 0             | 1                 | 0                 | 0                 | 0                 | 36       | 2      | 6           | 0          |
| U. Lasch      | 5             | 0             | 0             | 1             | 0                 | 0                 | 0                 | 0                 | 5        | 0      | 0           | 1          |
| M. Lazic      | 27            | 1             | 4             | 0             | 0                 | 0                 | 0                 | 0                 | 27       | 1      | 4           | 0          |
| W. Lenz       | 34            | 18            | 5             | 0             | 1                 | 0                 | 0                 | 0                 | 35       | 18     | 5           | 0          |
| J. Machulla   | 14            | 0             | 1             | 0             | 0                 | 0                 | 0                 | 0                 | 14       | 0      | 1           | 0          |
| H. Melis      | 18            | 1             | 7             | 0             | 1                 | 0                 | 0                 | 0                 | 19       | 1      | 7           | 0          |
| H. Pabst      | 32            | 0             | 0             | 0             | 1                 | 0                 | 0                 | 0                 | 33       | 0      | 0           | 0          |
| W. Schäfer    | 35            | 4             | 4             | 0             | 0                 | 0                 | 0                 | 0                 | 35       | 4      | 4           | 0          |
| W. Seegler    | 36            | 5             | 5             | 0             | 1                 | 0                 | 0                 | 0                 | 37       | 5      | 5           | 0          |
| P. Surray     | 1             | 0             | 0             | 0             | 0                 | 0                 | 0                 | 0                 | 1        | 0      | 0           | 0          |
| H. Witt       | 10            | 5             | 2             | 0             | 1                 | 0                 | 0                 | 0                 | 11       | 5      | 2           | 0          |
| K. Wolf       | 20            | 5             | 1             | 0             | 0                 | 0                 | 0                 | 0                 | 20       | 5      | 1           | 0          |
| G. Zimmermann | 24            | 0             | 3             | 0             | 0                 | 0                 | 0                 | 0                 | 24       | 0      | 3           | 0          |
| B. Đorđević   | 3             | 1             | 0             | 0             | 1                 | 0                 | 0                 | 0                 | 4        | 1      | 0           | 0          |